# Ilan (Syria)
Ilan (arab. إيلان) – wieś w Syrii, w muhafazie Aleppo. W 2004 roku liczyła 2117 mieszkańców.